# Fakulteta za biologijo v Münchnu
Fakulteta za biologijo v Münchnu (nemško Fakultät für Biologie) je fakulteta, ki deluje v okviru Univerze v Münchnu.
Trenutni dekan je Benedikt Grothe.